# Lilla Cabot Perry

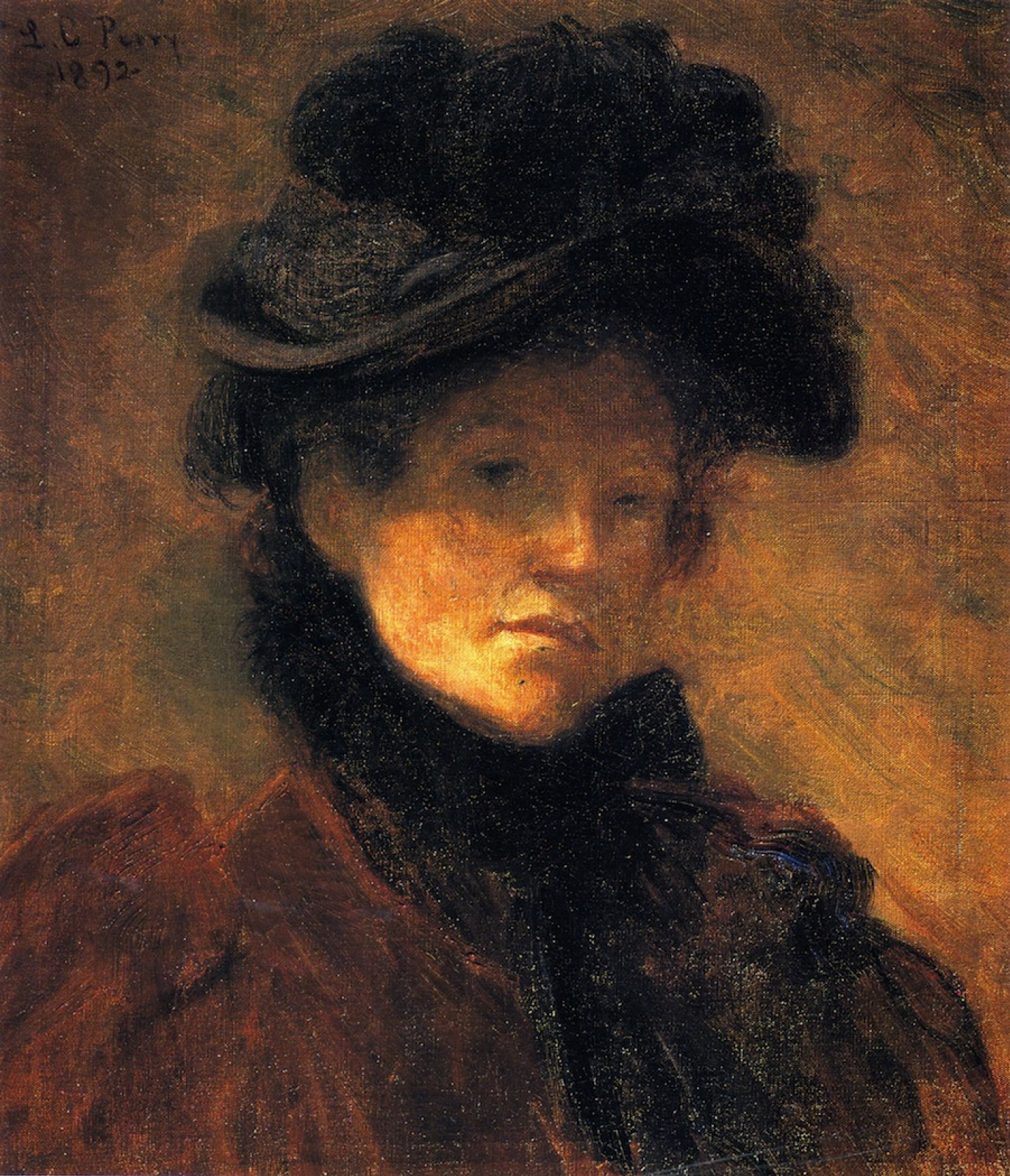
Lilla Cabot Perry: Autorretrato, 1892.

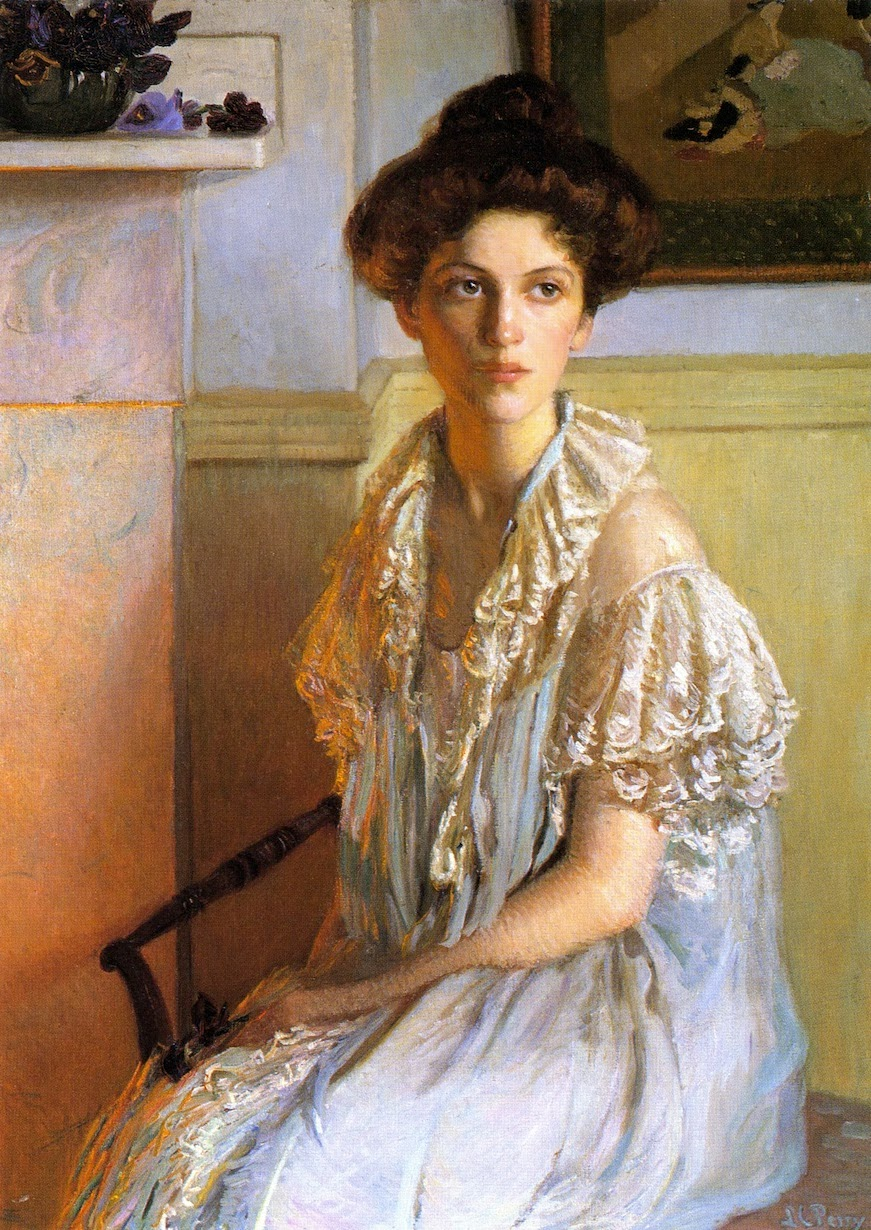
Lilla Cabot Perry: Dama del bol de violetas.

Lilla Cabot Perry (13 de enero de 1848—28 de febrero de 1933) fue una artista estadounidense que trabajó dentro del impresionismo, con retratos y paisajes en la manera libre de su mentor, Claude Monet. Perry comenzó su carrera como una artista sin formación – no empezó su educación formal hasta los 36 años. Aunque provenía de una familia con dinero, Perry se basó en sus pinturas a lo largo de toda su vida para proporcionar a su familia el sustento con el que sobrevivir.
Su vida le proporcionó innumerables experiencias que formaron grandemente su estilo y la temática de su obra. Desde sus primeras influencias por parte de la filosofía de Ralph Waldo Emerson y su amistad con Camille Pissarro a su formación posterior con artistas del impresionismo, realismo, simbolismo y el movimiento realista social alemán - las influencias de Perry tenían muchas facetas. El resultado de esta mezcla de movimientos artísticos y estilos es una obra que está marcada por una elegante presentación del color, la luz y la vida.

## Primeros años
Nació en Boston, hija del distinguido cirujano Dr. Samuel Cabot. Tuvo una educación liberal que abarcó literatura, poesía y música. Hay algunas referencias a que Perry tenía sesiones informales de esbozos con sus amigos; sin embargo, no tuvo un aprendizaje formal hasta 1884. Debido a la prominencia de su familia, tuvo relaciones desde la infancia con destacadas figuras como Ralph Waldo Emerson, Louisa May Alcott, y James Russell Lowell. Después de la guerra civil, la familia se trasladó a una granja en Canton, Massachusetts. 
El 9 de abril de 1874, Perry se casó con Thomas Sergeant Perry, un erudito y lingüista graduado en Harvard. Tuvo tres hijas: Margaret (1876), Edith (1880), y Alice (1884).
En 1884 Perry comenzó su formación artística con el retratista Alfred Quentin Collins, que había estudiado en la Académie Julian de París con Léon Bonnat. Sin embargo, hasta 1885 no encontró un artista que verdaderamente inspirara su estilo personal. Ese año trabajó con Robert Vonnoh, un artista que trabajaba en el estilo impresionista al aire libre en Grez-Sur-Loing en Francia. La obra de Vonnoh representaba una marcada diferencia con el estilo formal que Perry había conocido hasta entonces, y es esta experiencia la que plantó las semillas para la dedicación de Perry al impresionismo durante el resto de su vida.
En 1885 acudió a clases con Dennis Bunker en la prestigiosa Escuela de Arte Cowles de Boston, donde aprendió «teorías liberales» en la creación de un arte realista, teorías que Perry aceptó grandemente, era una pintora  especial

## Estancia en Europa
Perry marchó a París donde recibió formación en la Academia Colarossi y pasó mucho tiempo estudiando a los antiguos maestros del Louvre, además de viajar a España para copiar obras en el Museo del Prado y a Múnich (1888), donde estudió con el realista social alemán Fritz von Uhde. 
Perry presentó dos cuadros en el Salon de la Société des Artistes. Los retratos de su esposo Thomas Sergeant Perry (1889) y de su hija Edith Perry sosteniendo un libro (1889) fueron aceptados por el Salón y con este logro se asentó la carrera de Perry en Francia. Ese mismo año, Perry conoció la obra de Claude Monet, lo que supuso una revelación en su carrera como artista. Ese día decidió trasladarse a Giverny, donde vivía Monet, para captar mejor el estilo impresionista. Entre 1889 y 1909, Perry pasó nueve veranos en Giverny. Allí fue donde se encontró plenamente como artista. Durante su tiempo en Giverny formó una amistad íntima con Claude Monet cuyo manejo impresionista del color y la luz inspiraron grandemente su obra. 
Para el otoño de 1889 Perry se había marchado de Giverny para recorrer Bélgica y Holanda y para noviembre había regresado a Boston con su familia. La carrera artística de Perry adquirió un nuevo significado cuando regresó a Boston. No estaba contenta con simplemente pintar en el nuevo estilo que había adquirido en el extranjero. Quería «fomentar una nueva verdad en pintura»..” Para lograr su objetivo de esta nueva verdad, entre otras actividades, dio una conferencia sobre Claude Monet el 24 de enero de 1894 en la Asociación de Estudiantes de Arte de Boston. En 1893 Perry fue elegida para representar a Massachusetts en la Exposición Mundial Colombina de Chicago, Illinois; allí expuso siete cuadros. 
Entre 1894 y 1897, la obra de Perry logró alabanzas internacionales, siendo expuesta no solo en Boston sino también, con regularidad, en el Salón de la Société Nationale des Beaux-Arts en el Campo de Marte.

## Últimos años
Una nueva influencia recibió Perry cuando su marido obtuvo un puesto docente en Japón. Allí vivió durante tres años. Allí expuso sus obras. El contacto con el mundo oriental tuvo un gran impacto en su obra e hizo posible que desarrollara un estilo único que aunaba las tradiciones estéticas del mundo occidental y el oriental.
Regresó a Boston en 1901 y después, en 1905 a Francia y en el invierno de ese mismo año, su salud empeoró, lo cual se vio agravado con problemas económicos. En 1908 se había recuperado y seis de sus pinturas se expusieron en París en el Salón de los Independientes. En noviembre de 1909 Perry regresó a los EE. UU. 
A lo largo de su carrera como artista, Perry se vio hondamente involucrada en las comunidades artísticas de todas las ciudades en las que vivió y promovió activamente el estilo impresionista. Las pasiones de Perry no desaparecieron con el tiempo. No le gustaban las tendencias de vanguardia de principios de siglo. En 1922 tuvo su primera exposición individual, en la Galería Braus de la Avenida Madison (Nueva York).
En 1923 estuvo muy enferma por difteria, mientras que su hija Edith tuvo problemas mentales y la enviaron a una institución en Wellesley. Perry pasó los siguientes dos años convaleciente en Charleston, Carolina del Sur. El 27 de mayo de 1928, Thomas Sergeant Perry murió después de haber estado enfermo con neumonía.
Perry comenzó su carrera captando los parecidos de sus niños en una manera sorprendentemente realista usando la elegancia y fluidez de la forma que había observado en las obras de los antiguos maestros. Al final de su carrera la obra de Perry estaba completamente transformada y expandido para incluir no solo retratos formales, sino también retratos de estilo impresionista y paisajes que estaban inspirados únicamente por su tiempo con Monet en Giverny.
Lilla Cabot Perry murió el 28 de febrero de 1933.

## Obras
- Portrait of an Infant [Margaret Perry], 1877 -1878, Colección de James M.B. Holsaert.
- La Petite Angele, II, 1889, Colección particular.
- Margaret with a Bonnet [Margaret Perry], 1890, Colección del Sr. y la Sra. T. Gordon Hutchinson Margert with a Bonnet (Margaret Perry)
- Portrait of the Baroness von R., 1895, Colección de Boston Harbor Hotel.
- Portrait of Elsa Tudor, 1898, Museo Nacional de Mujeres Artistas. Retrato de Elsa Tudor Archivado el 5 de mayo de 2008 en Wayback Machine.
- Mount Fuji with Gravestones, 1898 - 1901, Museo de Arte Fogg, Universidad Harvard, Cambridge, Massachusetts. Mount Fuji with Gravestones (buscar: Perry, Lilla Cabot)
- The Trio [Alice, Edith, and Margaret Perry], 1898 – 1900, Colección del Museo de Arte Fogg.
- The White Bed Jacket, 1905, Hirschl and Adler Galleries, Inc., Nueva York.
- Lady with a Bowl of Violets, 1910, Museo Nacional de Mujeres Artistas. Lady with a Bowl of Violets
- Lady in an Evening Dress Renee, 1911, Museo Nacional de Mujeres Artistas Lady in an Evening Dress Renee
- Portrait of William Dean Howells, 1912, Colby College, Waterville, Maine.
- Portrait of Edwin Arlington Robinson, 1916, Colby College, Waterville, Maine.

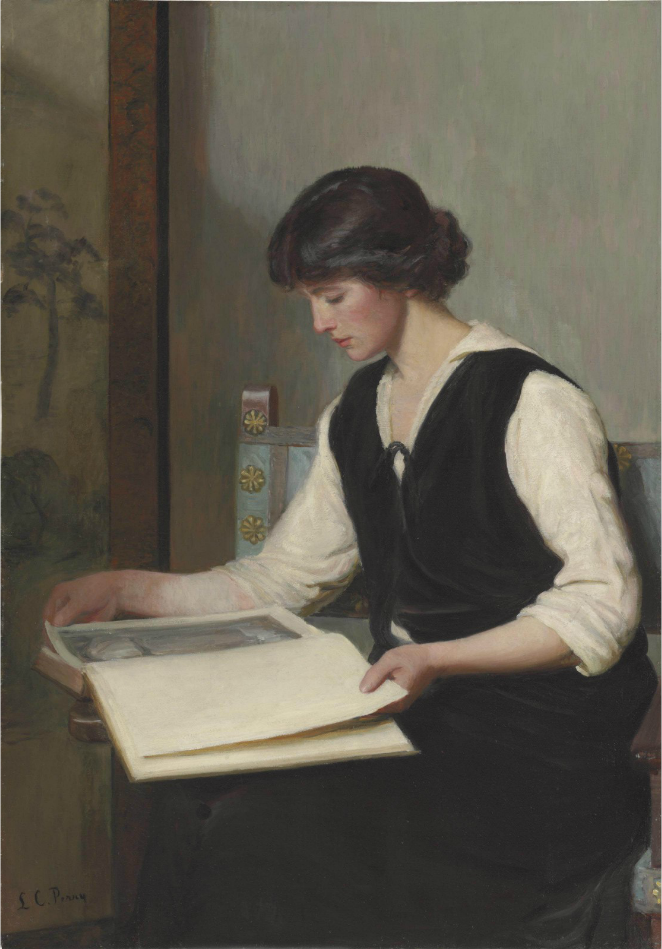
Leyendo
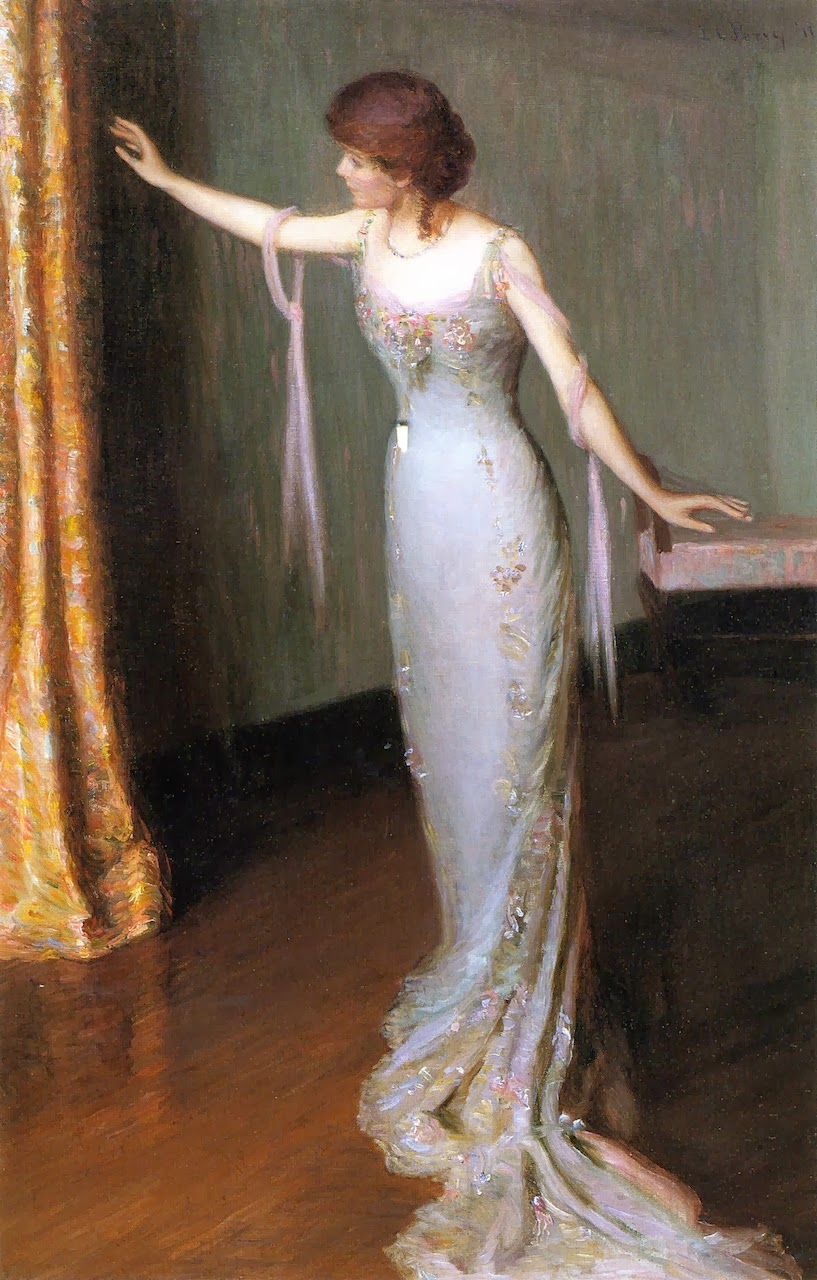
Dama con vestido de noche, 1911
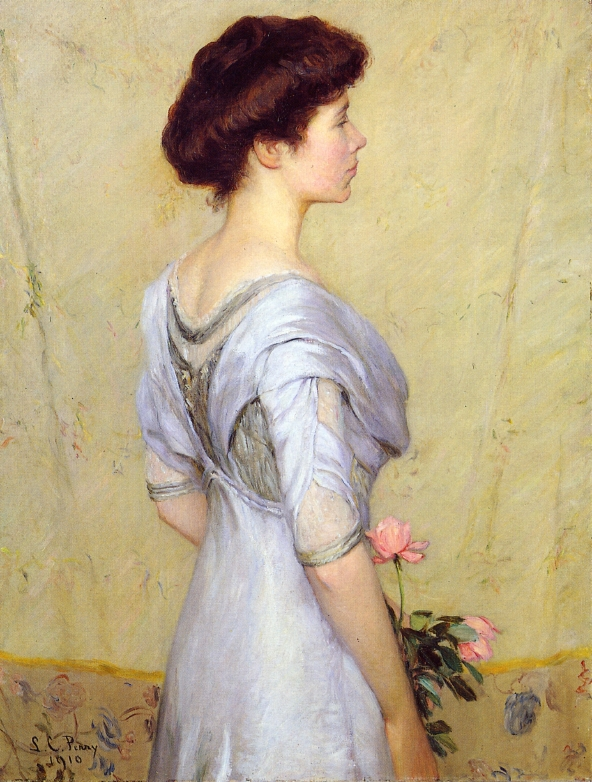
La rosa
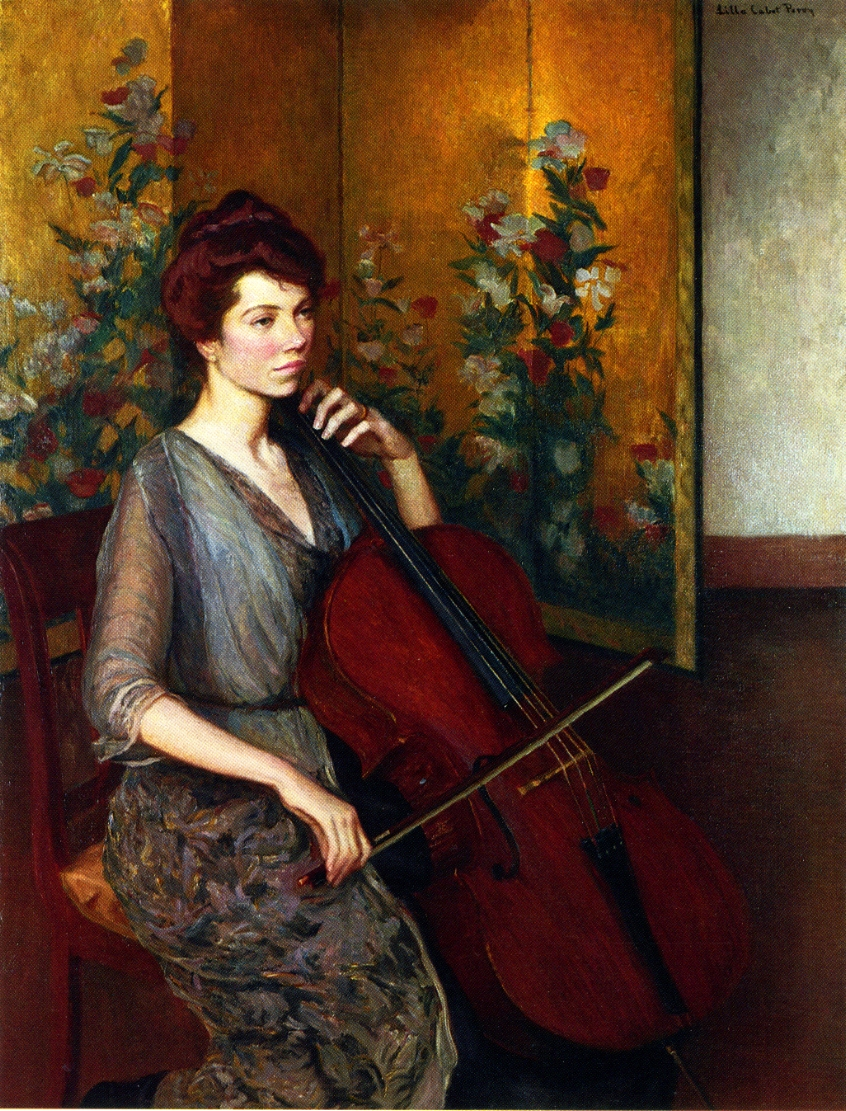
La chelista
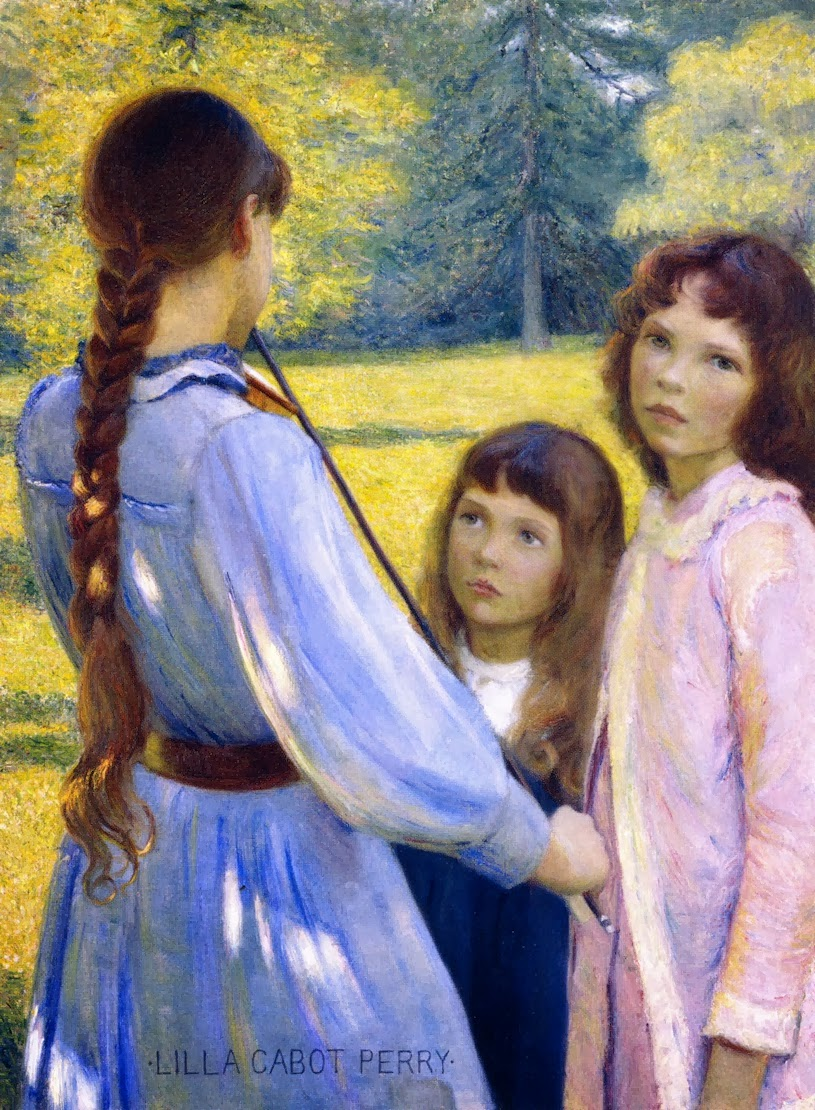
Concierto al aire libre
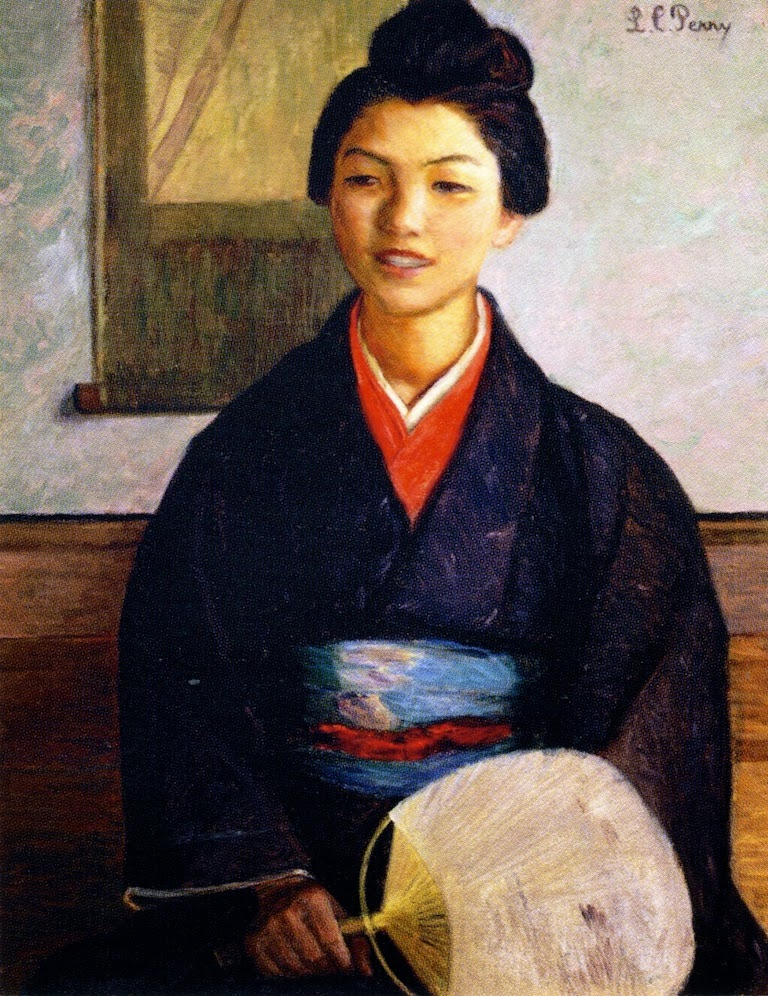
Joven japonesa
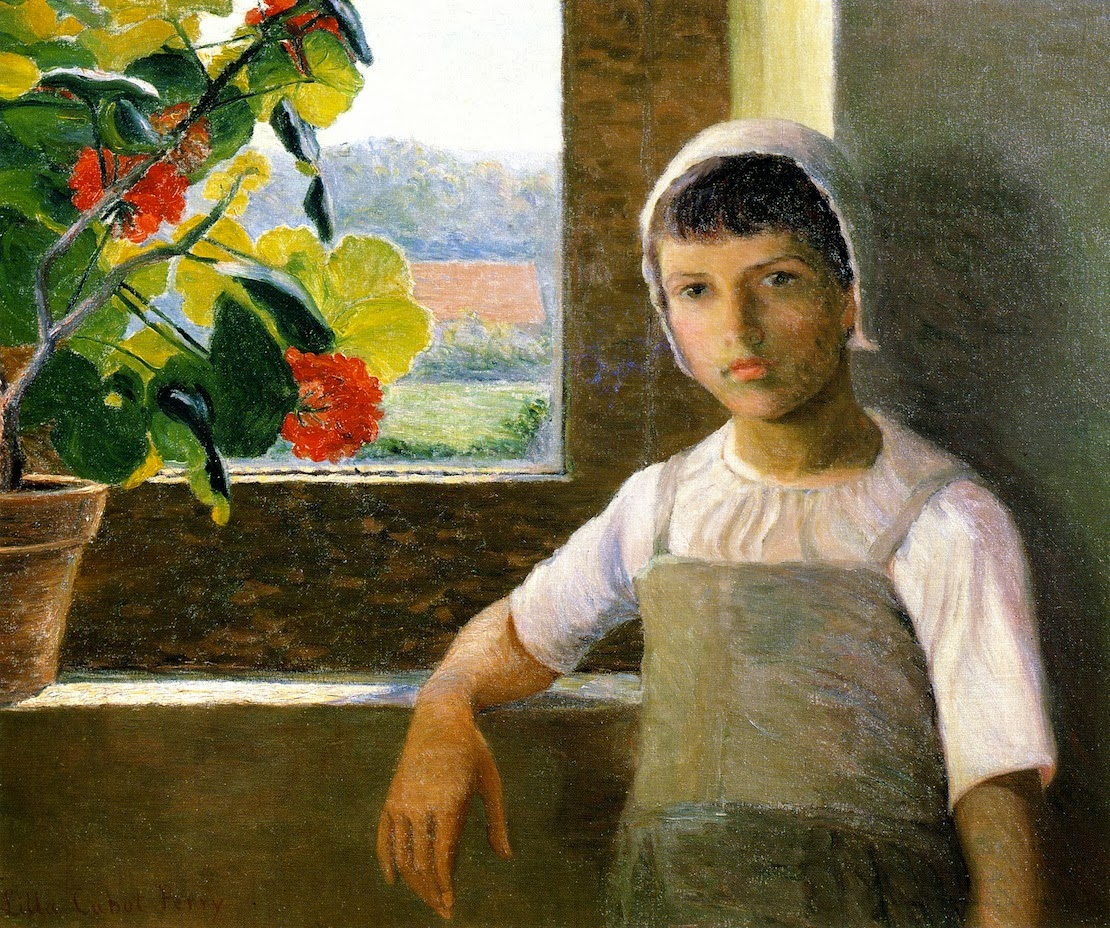
La Petite Angèle, II, 1889
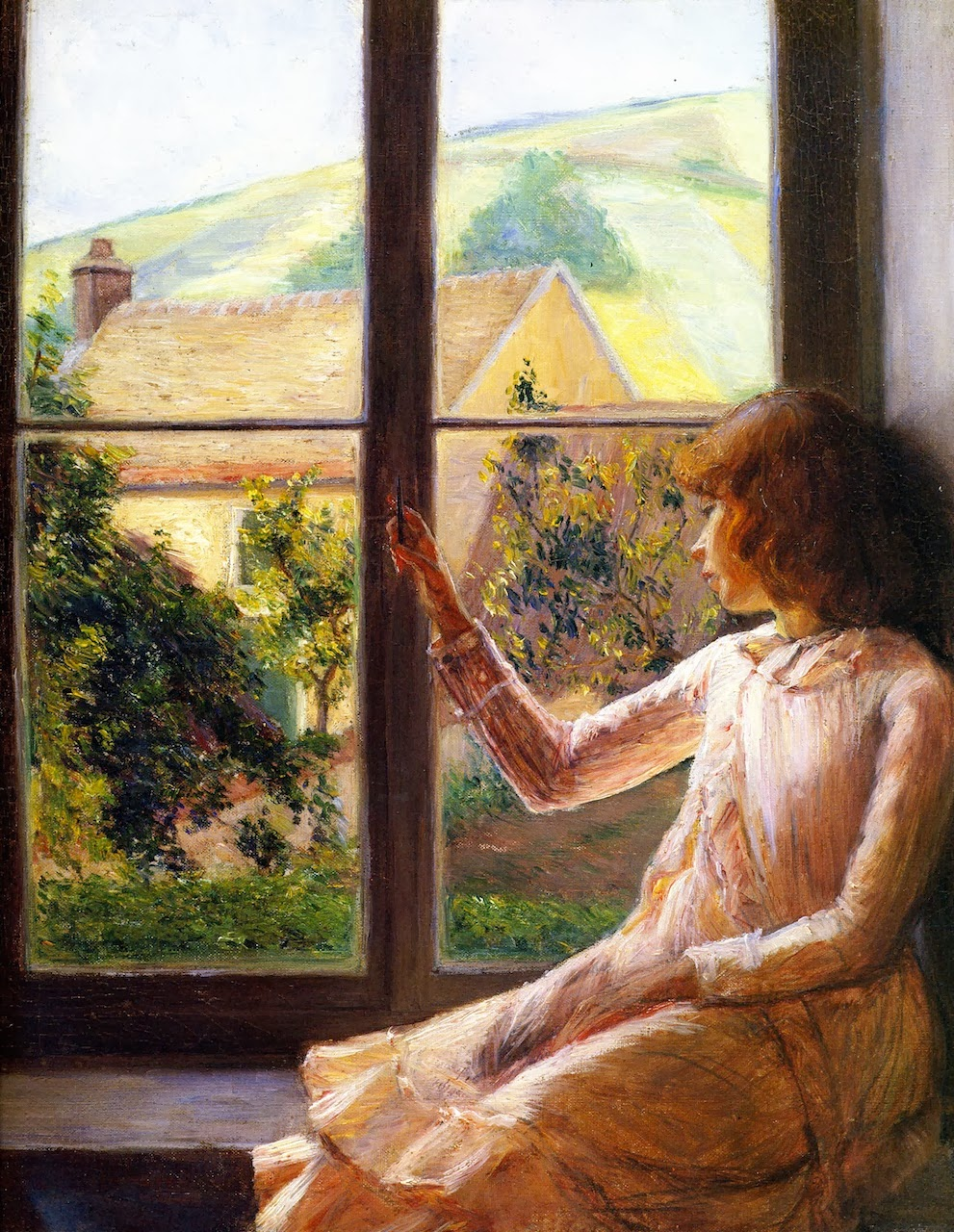
Edith Perry en la ventana
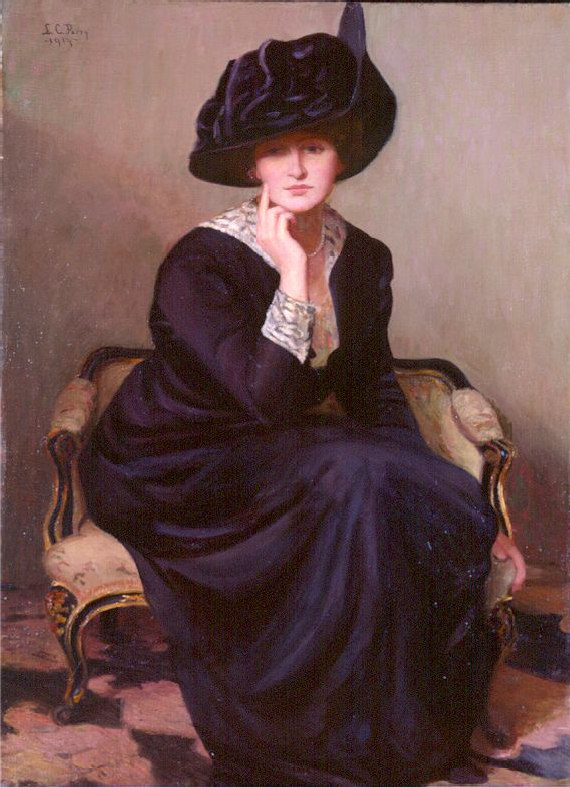
El sombrero negro, 1914
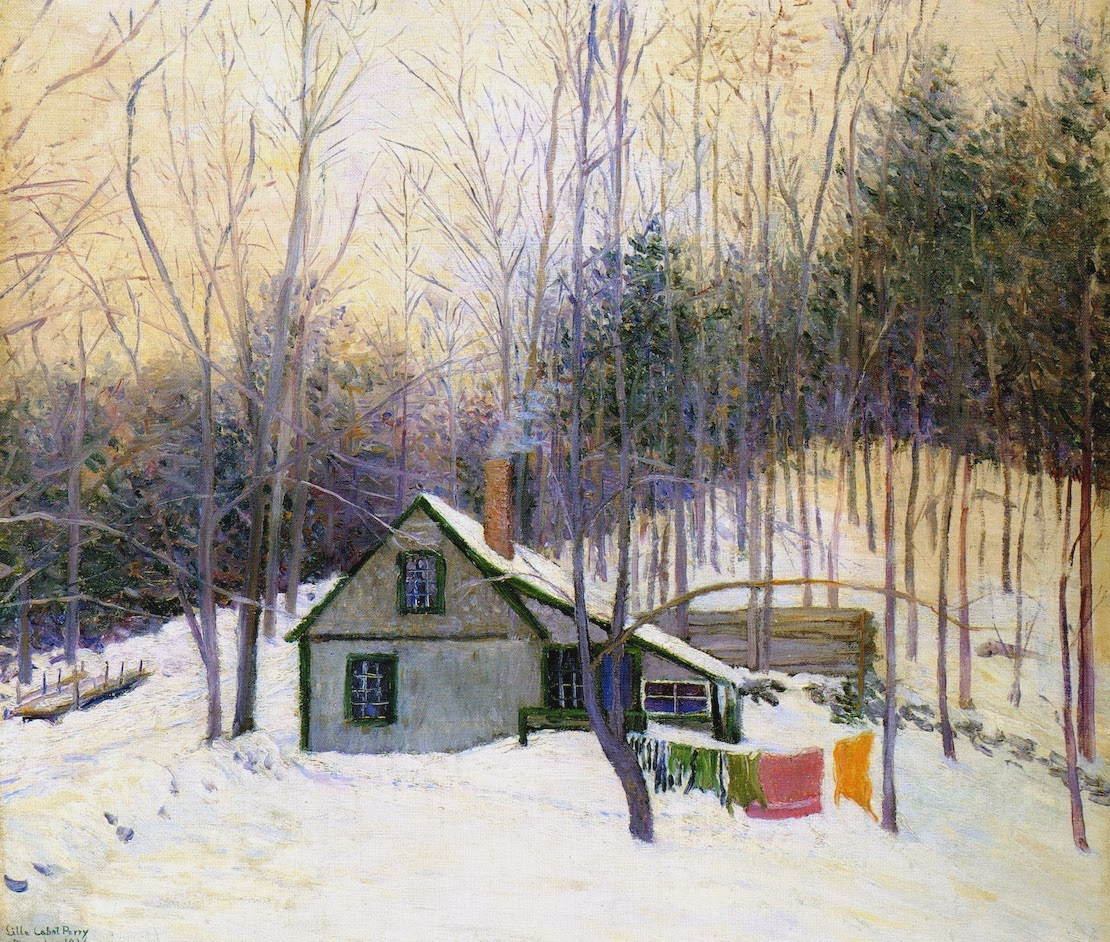
Lunes nevado (The Cooperage, Hancock, New Hampshire), 1926
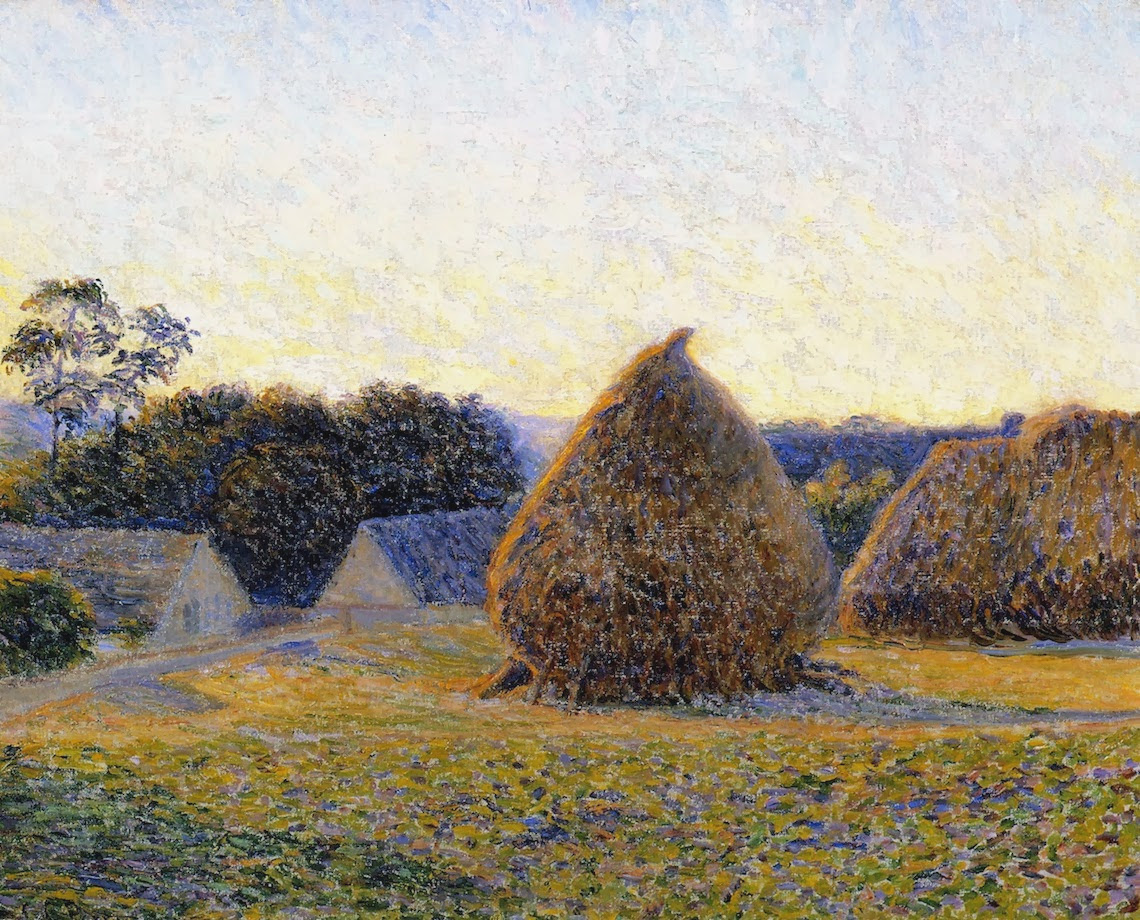
Almiares, Giverny, 1896
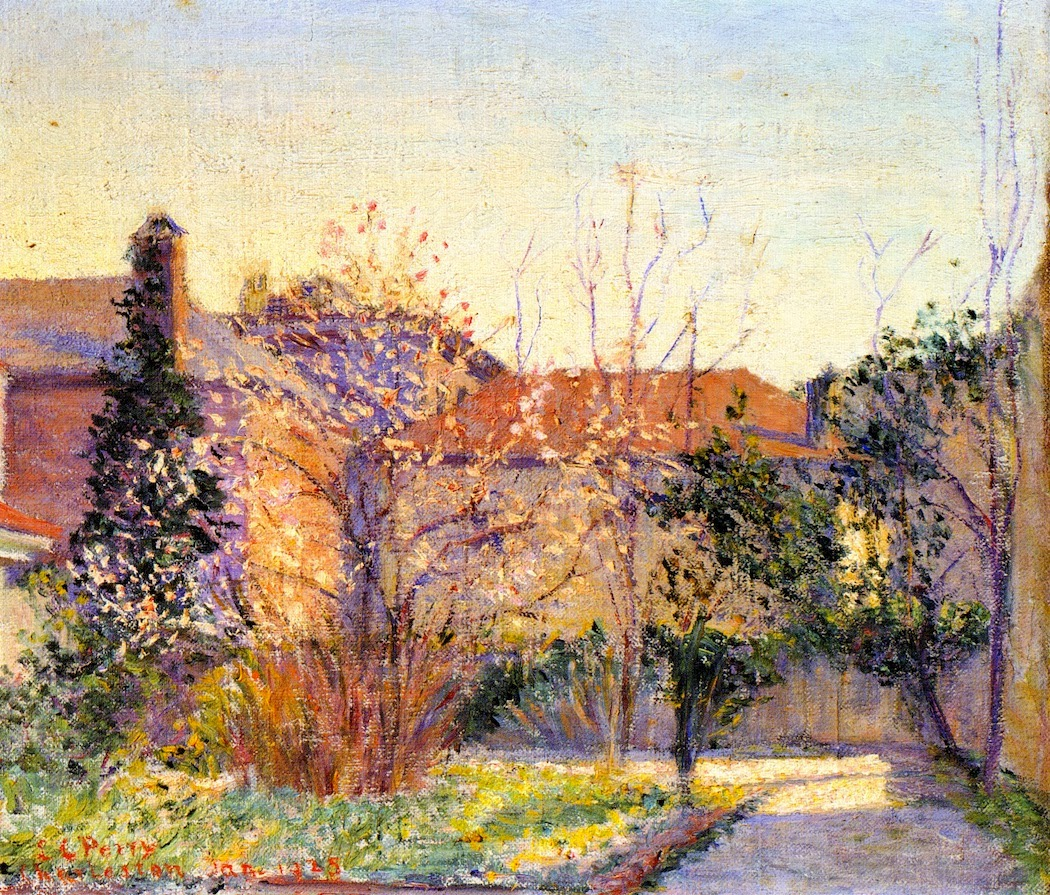
El melocotonero